# Década de 20 a.C.
Séculos: Século II a.C. – Século I a.C. – Século I
Décadas: 50 a.C. 40 a.C. 30 a.C. - 20 a.C. - 10 a.C. 0 a.C. 0 10

## Anos
29 a.C. | 28 a.C. | 27 a.C. | 26 a.C. | 25 a.C. | 24 a.C. | 23 a.C. | 22 a.C. | 21 a.C. | 20 a.C.